# Natasha Kaiser-Brown
Natasha E. Kaiser-Brown (Des Moines, 14 maggio 1967) è un'ex velocista statunitense, specializzata nei 400 metri piani.
In carriera si è laureata campionessa mondiale a Stoccarda 1993 e argento olimpico a Barcellona 1992 nella staffetta 4×400 metri, oltre ad aver conquistato la medaglia d'argento nei 400 m piani sempre ai Mondiali del 1993.

## Palmarès
| Anno | Manifestazione      | Sede       | Evento      | Risultato  | Prestazione | Note                          |
| ---- | ------------------- | ---------- | ----------- | ---------- | ----------- | ----------------------------- |
| 1991 | Giochi panamericani | L'Avana    | 400 m piani | 4ª         |             |                               |
| 1991 | Giochi panamericani | L'Avana    | 4×400 m     | Oro        | 3'24"21     |                               |
| 1992 | Giochi olimpici     | Barcellona | 400 m piani | Semifinale | 50"60       |                               |
| 1992 | Giochi olimpici     | Barcellona | 4×400 m     | Argento    | 3'20"92     |                               |
| 1993 | Mondiali indoor     | Toronto    | 4×400 m     | Argento    | 3'32"50     |                               |
| 1993 | Mondiali            | Stoccarda  | 400 m piani | Argento    | 50"17       | Miglior prestazione personale |
| 1993 | Mondiali            | Stoccarda  | 4×400 m     | Oro        | 3'16"71     | Record dei campionati         |
| 1997 | Mondiali indoor     | Parigi     | 400 m piani | Semifinale | 52"82       |                               |
| 1997 | Mondiali indoor     | Parigi     | 4×400 m     | Argento    | 3'27"66     | Record nord-centroamericano   |

## Altre competizioni internazionali
1994
- 6ª alla Grand Prix Final ( Parigi), 400 m piani - 51"11